# 한섬 (기업)
한섬(Handsome, 한국: 020000)은 대한민국의 의류 제조회사이다. 1987년 6월 10일 설립하였으며, 주력 사업은 여성 및 남성의 의류 등의 제조와 판매 등이다.
2005년 포브스 아시아가 선정한 '아시아 200대 유망 중소기업'에 포함되었으며, 한섬의 브랜드인 'SJSJ'와 'TIME'은 각각 2001년과 2005년 '한국패션협회 브랜드상'을 수상하였다.

## 브랜드
국내브랜드
- TIME
- MINE
- SYSTEM
- SJSJ(정보 요청)
- TIME HOMME
- SYSTEM HOMME
- DECKE
- The Cashmere

수입브랜드 전개
- Lanvin
- BALLY
- Tom Greyhound

## 역사
2012년 1월 현대백화점 자회사인 현대홈쇼핑은 한섬의 지분 34.6%를 4,200억 원에 인수했다.